# مورچه‌مرغ شکم‌خاکستری
مورچه‌مرغ شکم‌خاکستری (نام علمی: Myrmeciza pelzelni) نام یک گونه از تیره مورچه‌مرغ است.